# یوپال (شهر)
یوپال، (به انگلیسی: Upal) دهستانی کوچک در سین‌کیانگ غربی، چین است.